# Lana Clelland
Pour les articles homonymes, voir Clelland.
Lana Clelland, née le 26 janvier 1993, est une footballeuse internationale écossaise qui évolue en faveur de l'US Sassuolo en Série A italienne, et avec l'équipe d'Écosse.

## Biographie
Née à Perth, Clelland commence sa carrière chez les jeunes des Rangers. Elle évolue à tous les niveaux de l'équipe nationale féminine d'Écosse, en commençant par l'équipe des moins de 15 ans en 2008. Clelland rejoint les Spartiates pendant la pause estivale de 2011 et, après avoir été une buteuse prolifique avec les moins de 19 ans, elle fait ses débuts officiels avec l'équipe d'Écosse en juillet 2012, contre le Cameroun,. 
En décembre 2014, elle signe un contrat professionnel avec le club de l'ASD Pink Bari, en Série A féminine italienne. Lors de l'été 2015, Clelland est transférée à l'UPC Tavagnacco. En 2016-2017, elle est la meilleure buteuse de la série A italienne, à l'instar de sa compatriote Rose Reilly. Sa saison 2017–18 est perturbée par une blessure au talon. Elle rejoint la Fiorentina en juillet 2018.

## Buts internationaux
Dans le tableau suivant, le score est donné avec le nombre de buts écossais en premier lieu 
| # | Date              | Lieu                             | Adversaire | Résultat | Compétition | Buts marqués |
| - | ----------------- | -------------------------------- | ---------- | -------- | ----------- | ------------ |
| 1 | 21 août 2013      | Centre sportif FSS, Stara Pazova | Serbie     | 1–1      | Amical      | 1            |
| 2 | 14 septembre 2017 | Telki, Hongrie                   | Hongrie    | 3-0      | Amical      | 1            |
| 3 | 21 janvier 2019   | Murcie, Espagne                  | Islande    | 1-2      | Amical      | 1            |